# Isabelle Aubret
Isabelle Aubret, all'anagrafe Thérèse Coquerelle (Lilla, 27 luglio 1938), è una cantante francese.

## Biografia
Isabelle è la quinta di undici figli di una famiglia operaia. A 14 anni lascia la scuola per iniziare a lavorare nella stessa fabbrica del padre ma riesce a continuare a seguire gli studi di recitazione e danza classica le sue grandi passioni. Nello stesso anno vince in campionato nazionale francese di ginnastica ma partecipa anche a diversi concorsi locali per giovani cantanti che la porteranno nel 1960 ad esibirsi, sempre nell'ambito di un concorso, nel tempio della musica parigina, l'Olympia, il cui direttore Bruno Coquatrix la aiuta ad ottenere una scrittura in un cabaret di Pigalle dove ha modo di farsi notare dall'industria discografica transalpina e farsi conoscere dal grande pubblico.
Nel 1962 viene scelta dalla Television francese come concorrente della settima edizione dell'Eurovision Song Contest 1962 con la canzone Un premier amour composta da Claude-Henri Vic e da Roland Stephane Valade e si classifica al primo posto.
La Aubret ha partecipato numerose volte alle selezioni francesi per l'Eurofestival. La prima volta nel 1961 con Le gars de n'importe où che si classifica al secondo posto. Nel 1976 con Je te connais déjà non supera le semifinali mentre nel 1983 con la patriottica France, France arriva al terzo posto.
Nel 1963 rimane coinvolta in un grave incidente automobilistico che la tiene distante dalle scene per molto tempo e tra l'altro le fa perdere l'occasione di partecipare al film di Jacques Demy Les Parapluies de Cherbourg.
Nel 1968 ritorna alla manifestazione e si classifica terza con La source scritta da Daniel Faure, Henri Dijan e Guy Bonnet. La canzone si ispira ad una leggenda che aveva anche ispirato il regista svedese Ingmar Bergman per il film La fontana della vergine.
Negli anni settanta, dopo numerosi successi nei teatri nazionali, organizza diverse tournée all'estero, anche queste di grande successo. Nel 1976 partecipa e vince come migliore cantante al Festival della musica di Tokyo.
Nel 1981 resta vittima di un altro incidente, cadendo da un trapezio si frattura entrambe le gambe e sarà costretta ad una lunga e dolorosa convalescenza ma che non le impedisce di continuare a registrare canzoni apprezzate sia dal pubblico che dalla critica.
Nel 1992 riceve dalle mani del presidente François Mitterrand la Legion d'onore e nel 2001 festeggia 40 anni di carriera con una nuova serie di concerti al Bobino.

## Discografia parziale
- 1966 – Les Chansons françaises
- 1967 – Isabelle Aubret (Polydor)
- 1968 – La Source
- 1969 – Isabelle Aubret (Barclay)
- 1970 – C'est beau la vie (Philips)
- 1973 – Les Classiques de la chanson
- 1974 – Isabelle Aubret (Disques Meys)
- 1975 – La femme est l'avenir de l'homme
- 1975 – Isabelle Aubret chante Jacques Brel
- 1976 – Chansonnettes
- 1977 – Isabelle Aubret chante Anne Sylvestre
- 1977 – Berceuse pour une femme
- 1978 – L'Amour Aragon
- 1979 – Une vie
- 1981 – Liberté
- 1981 – Isabelle Aubret (Kébec-Disc) (uscito solo in Québec)
- 1984 – Le monde chante
- 1986 – 1789 - Beyrouth
- 1987 – Vague à l'homme
- 1988 – Collection Expression (compilation CD)
- 1989 – 1989
- 1990 – Vivre en flèche
- 1990 – Allez allez la vie (in concerto)
- 1990 – Chansonnettes et chansons
- 1991 – In love
- 1992 – Coups de cœur
- 1992 – Isabelle Aubret chante Aragon
- 1993 – Isabelle Aubret chante Ferrat
- 1993 – C'est le bonheur
- 1995 – Elle vous aime (compilation)
- 1995 – Isabelle Aubret chante Brel (nuova versione)
- 1997 – Isabelle Aubret chante pour les petits et les grands
- 1997 – Changer le monde (intitolato "Des mots", in Québec)
- 1999 – Parisabelle
- 2001 – Le Paradis des musiciens
- 2001 – Bobino 2001 (in concert)
- 2002 – Cosette et Jean Valjean
- 2005 – Les Indispensables